# Церква Покрови Пресвятої Богородиці (Мусорівці)
Церква Покрови Пресвятої Богородиці в Мусорівцях — чинна дерев'яна парафіяльна церква в селі Мусорівці Тернопільського району Тернопільської области збудована в 1746 році. Парафія належить до Вишнівецького благочиння Тернопільської єпархії Православної церкви України.

## Історія церкви

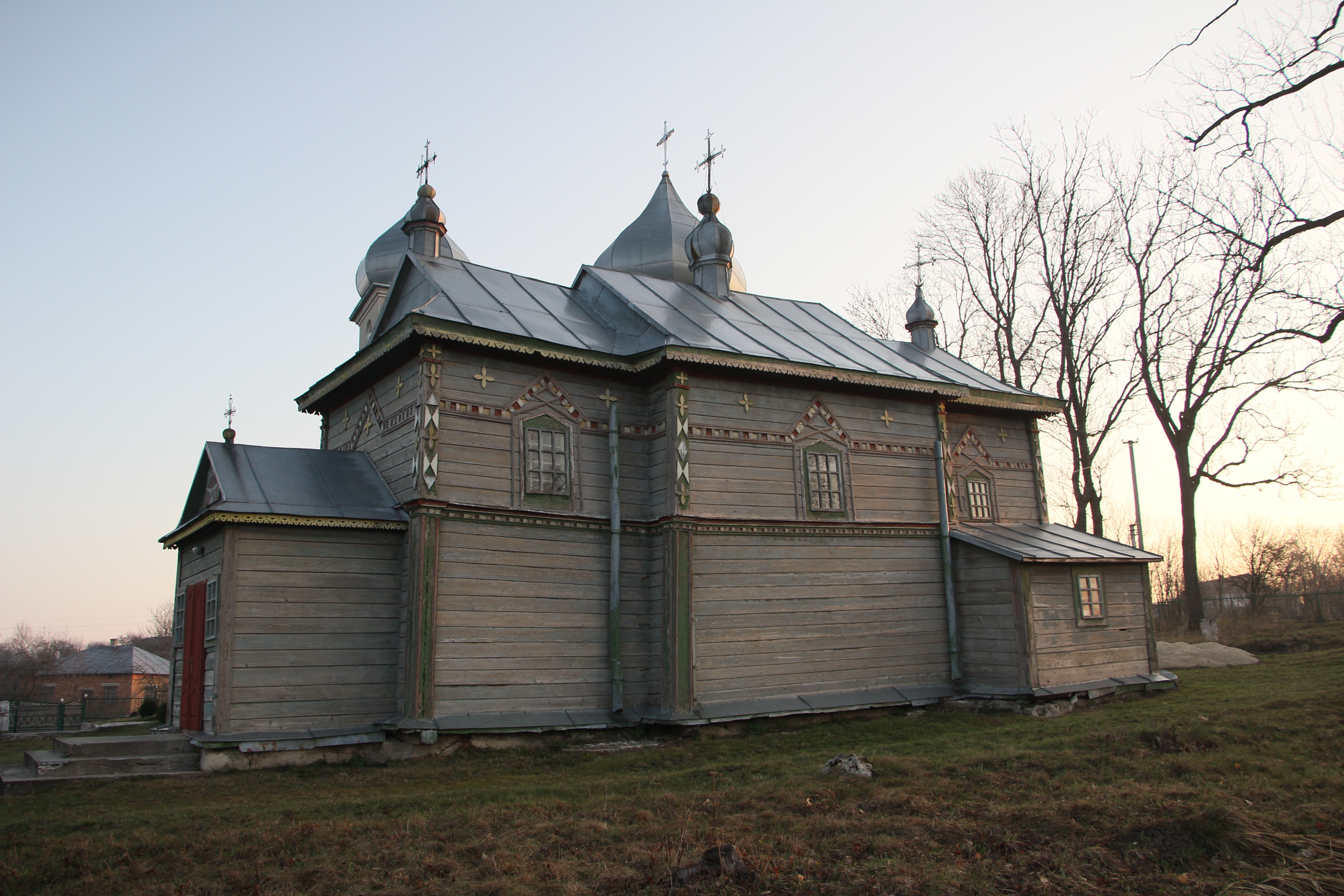

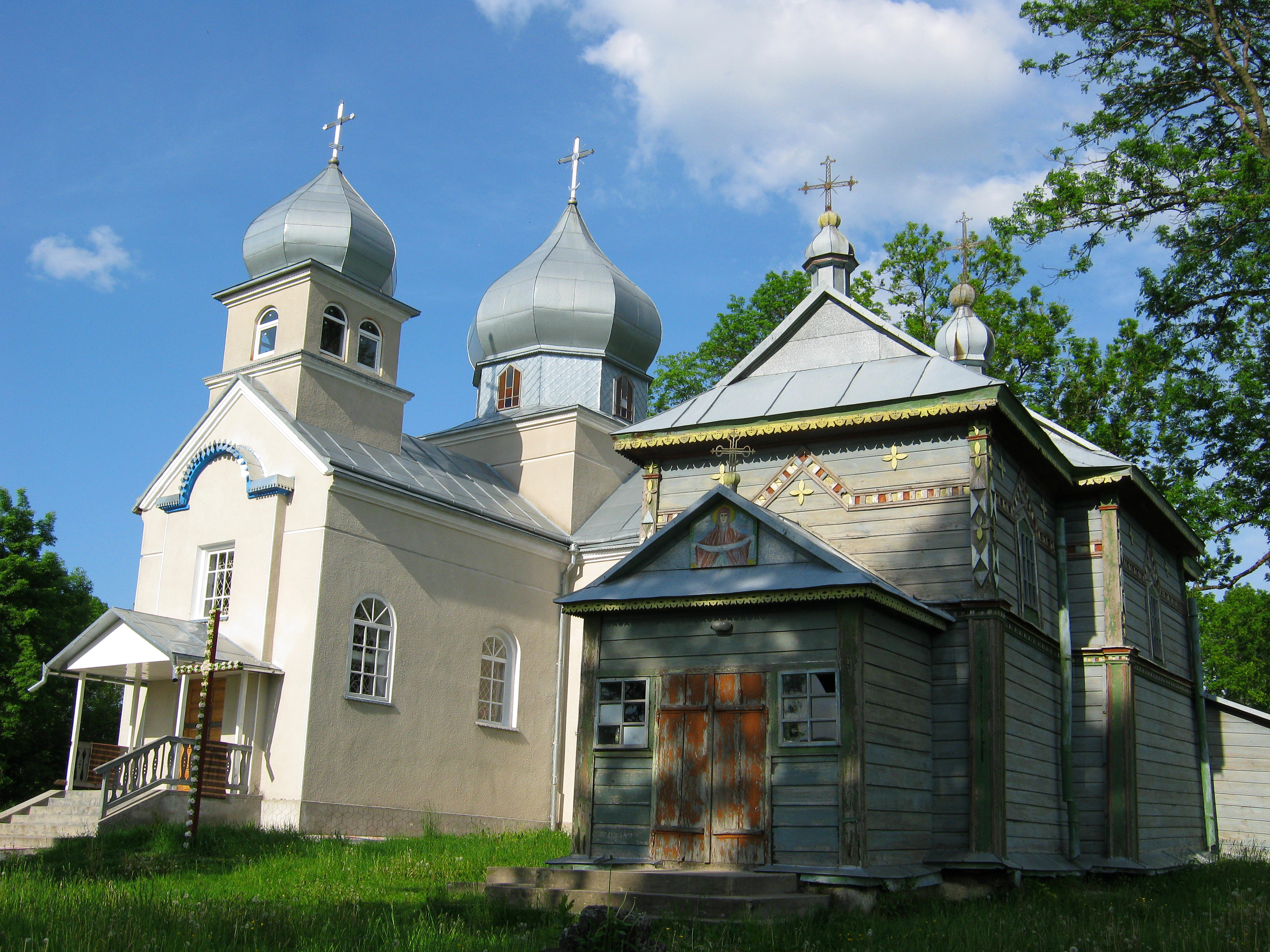

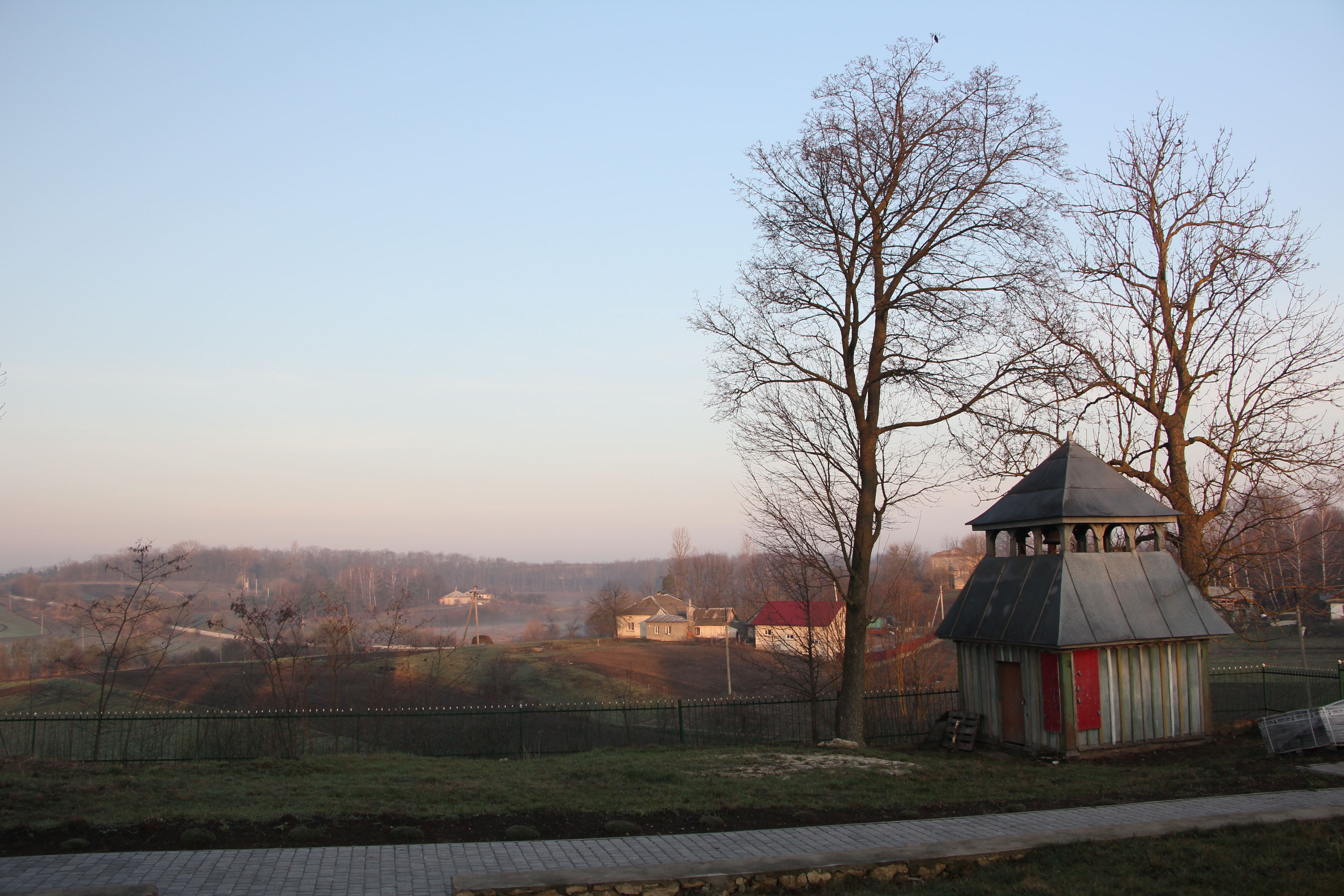

Згідно з Волинським тематизмом, церква, присвячена Свято-Покровському храму, була збудована з дерева у 1746 році на кошти парафіян та тодішнього священника. У 40-х роках XX століття храм був автокефальним. Його прикрашали такі ікони: «Воскресення» на полотні, «Ісус Христос молиться на камені» біля жертовника, святого Пантелеймона та святителя Миколая Чудотворця біля вівтаря, а також «Матір Божа Почаївська зі стопою» над дверима. Храм ніколи не був закритий.

### Перехід з УПЦ МП до УПЦ КП
У червні 2010 році храм Покрови Пресвятої Богородиці передано УПЦ КП.

## Парохи
- о. Ржевський,
- о. Пивоварчук,
- о. Лівацький,
- о. Кострицький,
- о. Іван Боднар (з 2010).